# Сіль (криптографія)
Сіль (також модифікатор) — рядок даних, який передається геш-функції разом з паролем.
Головним чином використовується для захисту від перебору за словником і атак з використанням райдужних таблиць, а також приховування однакових паролів. Однак, сіль не може захистити від повного перебору кожного окремого пароля.
Сіль використовується для захисту паролів при їх зберіганні. Раніше паролі зберігались у відкритому вигляді на серверах в файлах або БД, що не забезпечувало їх захист у разі несанкціоноваго доступу до серверу або у випадках викрадення файлу. Для протидії таким загрозам з часом створювали додаткові методи захисту паролів при їх зберігання. Сіль - один з таких методів.
Сіль генеруються випадковим чином для кожного пароля. Сіль та пароль об'єднують і цей рядок перетворюється за допомогою криптографічної геш-функції в геш, який і зберігається разом із сіллю. Це дозволяє перевірити пароль без його збереження.

## Приклад використання
Наприклад, ви хешуєте і зберігаєте свої паролі в MD5. Якщо ваша база буде вкрадена — зловмисник досить просто відновить більшість вихідних паролів, використовуючи заздалегідь підготовлені веселкові таблиці. Якщо ж ми «посолимо» пароль, тобто з'єднаємо рядок з 10-20 випадковими символами з паролем і вже від цього рядка знайдемо MD5, — стандартні таблиці не будуть працювати, так як вони не розраховані на пошук такого довгого рядка.
Приклад створення хешу з сіллю на PHP:
```
  
$password
 
=
 
'password'
;
            
// Безпосередньо пароль

  
$hash1
 
=
 
md5
(
$password
);
           
// Хешуємо первісний пароль

  
$salt
 
=
 
'sflprt49fhi2'
;
            
// Сіль

  
$saltedHash
 
=
 
md5
(
$hash1
 
.
 
$salt
);
 
// Додаємо до гешу первісного паролю сіль, і це об'єднання знов хешуємо

```

В наведеному прикладі сіль задана константою, але в реальних проектах потрібно її генерувати кожного разу як випадкове число.
Приклад використання функції crypt на мові PHP, зберігання гешу пароля та його солі:
```
$salt
 
=
 
rand
();

$hashed_password
 
=
 
crypt
(
'password'
,
 
$salt
);
  
// crypt генерує сіль і хешує, використовуючи алгоритм за умовчанням

  
// зберігаємо $hashed_password та $salt

```

Перевірка вказаного пароля по його гешу та солі:
```
if
 
(
 
$hashed_password
 
==
 
crypt
(
$user_input
,
 
$salt
)
 
)
 
{

   
echo
 
"Пароль правильний!"
;

}

```

Приклад результатів застосування солі із хешуванням SHA256.
Для початку у нас є дані Користувачів з певними іменами та Паролями:
| Користувач | Пароль      |
| ---------- | ----------- |
| user1      | password123 |
| user2      | password123 |

Код додає сіль до паролю, створюючи більш унікальний хеш:
| Користувач | Значення солі    | Рядок що хешується          | Хешоване значення = SHA256 (Пароль + Значення солі)              |
| ---------- | ---------------- | --------------------------- | ---------------------------------------------------------------- |
| user1      | E1F53135E559C253 | password123E1F53135E559C253 | 72AE25495A7981C40622D49F9A52E4F1565C90F048F59027BD9C8C8900D5C3D8 |
| user2      | 84B03D034B409D4E | password12384B03D034B409D4E | B4B6603ABC670967E99C7E7F1389E40CD16E78AD38EB1468EC2AA1E62B8BED3A |

Якщо значення паролів для різних користувачів однакові — хеш рядки для різних користувачів теж є однаковими:
| Користувач | Рядок що хешується | Хешоване значення = SHA256                                       |
| ---------- | ------------------ | ---------------------------------------------------------------- |
| user1      | password123        | 57DB1253B68B6802B59A969F750FA32B60CB5CC8A3CB19B87DAC28F541DC4E2A |
| user2      | password123        | 57DB1253B68B6802B59A969F750FA32B60CB5CC8A3CB19B87DAC28F541DC4E2A |

## Проблеми, пов'язані з сіллю і надійністю паролів
При несанкціонованому доступі до бази даних або вдалій SQL-ін'єкції зловмисник отримає дані доступу одного або декількох користувачів. Якби паролі зберігалися в первісному вигляді, зловмисник міг би спробувати використовувати їх для доступу до інших ресурсів (таким чином відбувається захист користувача сайту від злому профілів в інших системах — у нього буде час на зміну паролів, поки зловмисник зайнятий підбором.)
Існує безліч функцій для створення хешів як складних, так і простих, до того ж кожен може написати свою реалізацію. Однак, все зводиться до того, як швидко буде отримано доступ до використання такої ж хешуючої функції і генерування райдужної таблиці.
Одна з найважливіших місій солі — зробити різними хеши паролів в тому випадку, якщо двоє вказали однаковий пароль, тим самим ускладнивши перебір. Це ж актуально за умови, що одній людині дозволено мати кілька профілів.

## Сіль у системах UNIX
У більшості UNIX-систем в якості односторонньої функції використовується системна бібліотека crypt(3). Спочатку ця бібліотека використовувала хеш-функцію на базі алгоритму DES. При цьому пароль був обмежений 8 символами (по 7 біт на символ, тобто 56 біт), і використовувалася 12-бітна сіль.
1994 року Поуль-Геннінґ Камп на основі MD5 створив новий алгоритм хешування паролів, який дозволяв використовувати паролі будь-якої довжини і використовував тисячу ітерацій MD5. Результатом роботи функції став рядок, що містить мітку алгоритму хешування (версію), сіль і власне хеш.
В ті часи, час обчислення такого хешу виглядав достатнім для ефективного протистояння знаходженню пароля повним перебором. Однак по мірі зростання обчислювальних потужностей час знаходження MD5 сильно зменшився. Це призвело до появи в crypt обчислювально більш складних алгоритмів та управління числом ітерацій.
Зараз бібліотека підтримує кілька хеш-функцій на базі алгоритмів: MD5, SHA-256, SHA-512, Blowfish (у деяких дистрибутивах Linux, OpenBSD і деяких інших UNIX-подібних системах). Результатом роботи функції є рядок, що містить мітку алгоритму хешування, сіль, власне хеш і, опціонально, інші дані (наприклад, число раундів хеш-функції).
У 2012 році Poul-Henning Kamp закликав повністю відмовитися від створеного ним алгоритму md5crypt, який не забезпечує, в сучасних умовах, відчутного збільшення часу обчислення хешу, а як наслідок не захищає від повного перебору.

## Помилки застосування

### Повторне використання солі
Використання однієї і тієї ж солі для всіх паролів небезпечно, оскільки попередньо обчислена таблиця, яка просто враховує сіль, зробить сіль непотрібною.
Створення попередньо обчислених таблиць для баз даних з унікальними солями для кожного пароля неможливе через обчислювальні витрати. Але якщо для всіх записів використовується одна єдина сіль, створення такої таблиці (в якій враховується сіль) стає практичною алк і одночасно можливо, легкою здобиччю при атаках.
Оскільки повторне використання солі може призвести до того, що користувачі з тим самим паролем отримають той самий хеш, злом одного хеша може призвести до компрометації інших паролів.

### Коротка сіль
Якщо сіль занадто коротка, зловмисник може попередньо обчислити таблицю всіх можливих солей, доданих до кожного ймовірного пароля. Використання довгої солі гарантує, що така таблиця буде надзвичайно великою.

## Дивись також
- PBKDF2
- scrypt